# 문천회맹
문천회맹(蚊川會盟)은 임진왜란 영남 의병장들의 맹약이다.

## 의의
문천회맹은 임진왜란 발발로 영남의 요처들이 왜군에게 침탈되자, 경주를 중심으로 영남 각지에서 거병한 유현(儒賢) 등 의병장들이 경주부윤 윤인함과 판관 박의장을 필두로 1592년 6월 9일 경주 문천에 모여 마혈(馬血)을 나누어 마시고 민군이 합세하여 결사항전을 다짐했던 회합이다. 1593년 2월 문경의 당교회맹(唐橋會盟), 1593년 10월 언양의 구강회맹(鷗江會盟), 1596년 3월 대구의 팔공산회맹(八公山會盟), 1597년 7월의 화왕산회맹(火旺山會盟)에도 큰 영향을 미친 것으로 평가된다. 실제로 문천회맹에 참여했던 의병장들 중 살아남은 다수가 구강회맹, 팔공산회맹과 화왕산회맹에 참여하였다.
문천(蚊川)은 경주의 남쪽을 흐르는 하천으로 남천이라고도 부른다.

## 문천회맹록
문천회맹록(蚊川會盟錄)은 여러 본이 있는데, 동엄실기(東广實紀)에 따르면 다음과 같다.
- 경주(慶州)  윤인함(尹仁涵)[4], 이계수(李繼秀), 견천지(堅川至), 이삼한(李三韓), 이태립(李台立), 김응생(金應生), 김득복(金得福), 황희안(黃希安), 김득추(金得秋), 최계종(崔繼宗), 권응생(權應生), 백이소(白以昭), 이용갑(李龍甲), 이여량(李汝良), 최해남(崔海南), 이팽수(李彭壽), 이눌(李訥), 손시(孫時), 최봉천(崔奉天), 손엽(孫曄), 김홍위(金弘煒), 김이관(金以寬), 권사악(權士諤), 김천석(金天錫), 김몽량(金夢良), 이원명(李元明), 서사적(徐思迪), 김춘룡(金春龍), 김광복(金光福), 이승급(李承級), 김란서(金鸞瑞), 이방린(李芳隣), 김득상(金得祥), 이몽룡(李夢龍), 박영립(朴榮立), 박인국(朴仁國), 황희철(黃希喆), 이창후(李昌後), 김만령(金萬齡), 김영수(金永壽), 오열(吳悅)

- 영해(寧海)  박의장(朴毅長)[5],  백중립(白中立)[6]

- 울산(蔚山)  유정(柳汀), 이경연(李景淵), 서인충(徐仁忠), 이승금(李承金), 이우춘(李遇春), 장희춘(蔣希春), 김흡(金洽), 윤홍명(尹弘鳴), 전응충(全應忠), 이봉춘(李逢春), 이응춘(李應春), 박언복(朴彦福), 김득례(金得禮), 박인립(朴仁立).[7]

- 영천(永川)  조이함(曺以咸), 조이항(曺以恒), 조이절(曺以節), 정사진(鄭四震), 정세아(鄭世雅), 정의번(鄭宜藩)[8], 전삼익(全三益), 조시언(趙時彦), 조덕기(曺德驥), 조경(曺瓊), 서도립(徐道立), 이지효(李止孝), 조준기(曺俊驥)[9]

- 대구(大邱)  최동보(崔東輔)

- 연일(延日)  김천목(金天穆), 정대용(鄭大容), 안신명(安信命), 심희청(沈希淸), 김현룡(金見龍), 권여정(權汝精), 김원룡(金元龍), 김우정(金宇淨), 김우결(金宇潔)

- 장기(長鬐)  서방경(徐方慶), 이대임(李大任), 서극인(徐克仁)

- 흥해(興海)  박몽서(朴夢瑞), 정인헌(鄭仁獻), 호신수(扈臣秀)[10], 최흥국(崔興國), 이대립(李大立), 정삼외(鄭三畏), 정삼계(鄭三戒), 이화(李華), 이대인(李大仁), 진봉호(陳奉扈), 정삼고(鄭三顧)

- 동래(東萊)  박희근(朴希根), 이인의(李仁宜), 양통한(梁通漢)

- 양산(梁山)  이몽란(李夢鸞), 안근(安瑾), 정호의(鄭好義), 정호인(鄭好仁), 최기(崔沂)[11]

- 언양(彦陽)  신전(辛荃)[12][13]

## 참고 문헌
- 《경주읍지(慶州邑誌)》
- 《동경잡기(東京雜記)》, 민주면(閔周冕)
- 《문옹선생실기(汶翁先生實紀)》, 김석견(金石堅)
- 《죽계실기(竹溪實記)》
- 《동엄실기(東广實紀)》, 김득복(金得福)
- 《송고실기(松皐實紀)》, 견천지(堅川至)
- 《부암실기(傅巖實記)》, 백수장(白受章)
- 《용사세강록(龍蛇世講錄)》, 1924년 곽진곤(郭珍坤)
- 《백암실기(栢巖實記)》